# クサスギカズラ属
クサスギカズラ属 Asparagusは、キジカクシ科に属する植物の1群。多くは細かく細い葉を多数つけるように見えるが、これは茎の変形したものである。多くの実用的な種があり、それらは概してアスパラガスの名で呼ばれる。

## 概説
この属の植物は、細かな線状の葉が多数着いているように見えるものが多い。だが、これは実は茎が細かく枝分かれしたものである。これを葉状枝、あるいは偽葉、仮葉等という。本当の葉は鱗片状に退化し、茎に張り付くようになっている。根茎が発達し、地上部は草状から低木状、蔓状などになる。
姿形が面白く、あるいは美しくて観賞用に栽培されるものは数多く、食用となるものや薬用になるものがある。それらの多くは学名仮名読みのアスパラガスの名で流通する。
学名は、一説にはギリシア語の asparasso に由来するとも言われ、これは「刺す」の意味であり、ある種のものが鋭い棘を持つことによる。また異説ではギリシャの古名 asparaagos によるとされ、これは「甚だしく裂ける」の意味で、仮葉が細かく分かれていることによるという。

## 特徴
地下に根茎を持つ多年生の植物。多年生草本か半低木であり、茎が蔓性になるものもある。葉は退化して鱗片状となり、その葉腋から出る茎が扁平になり、葉のように見える。この仮葉は針状のものが多いが、糸状のものや、扁平で幅広いものもある。

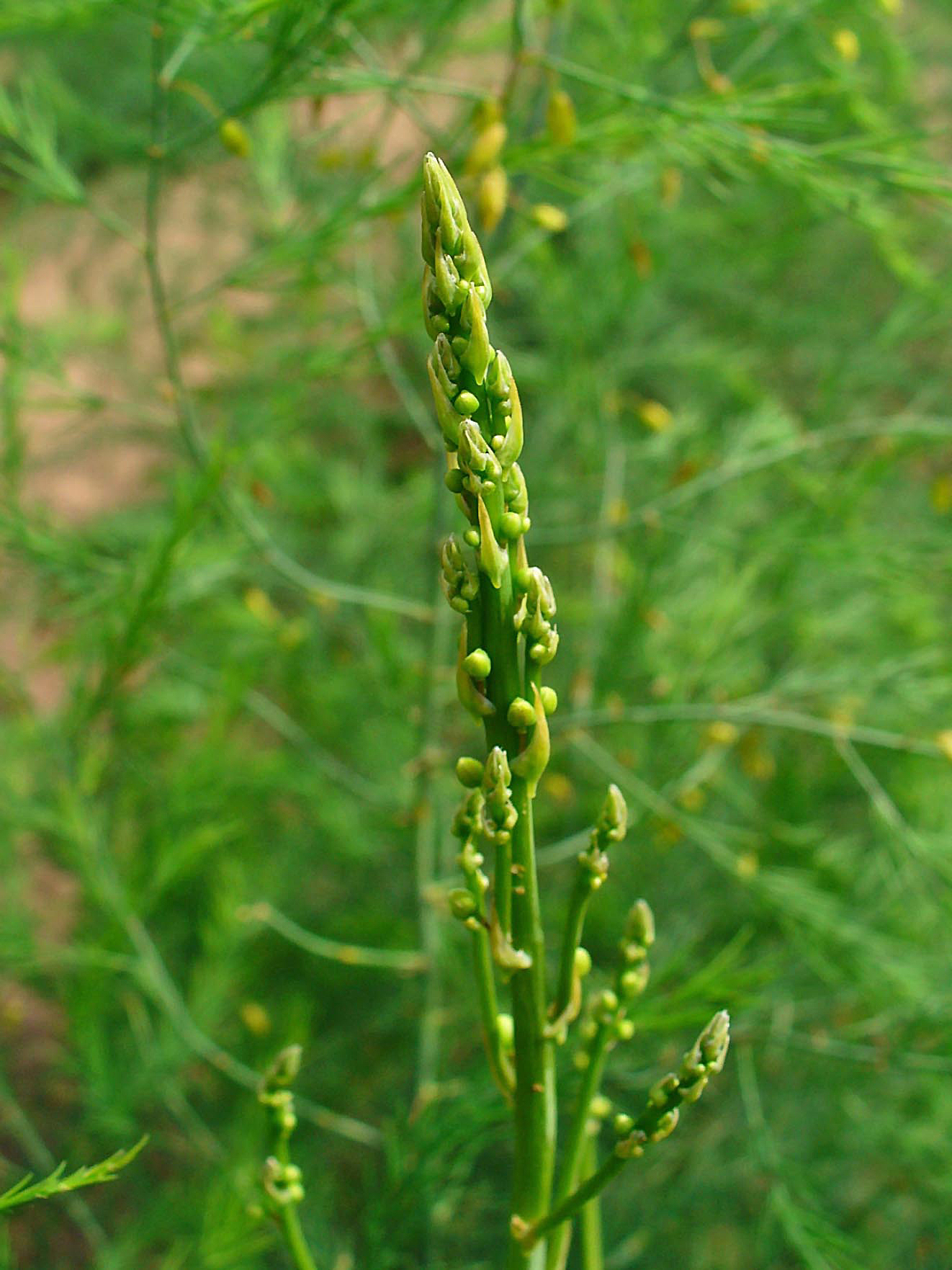
茎先端・鱗片状の葉が並ぶ （オランダキジカクシ）
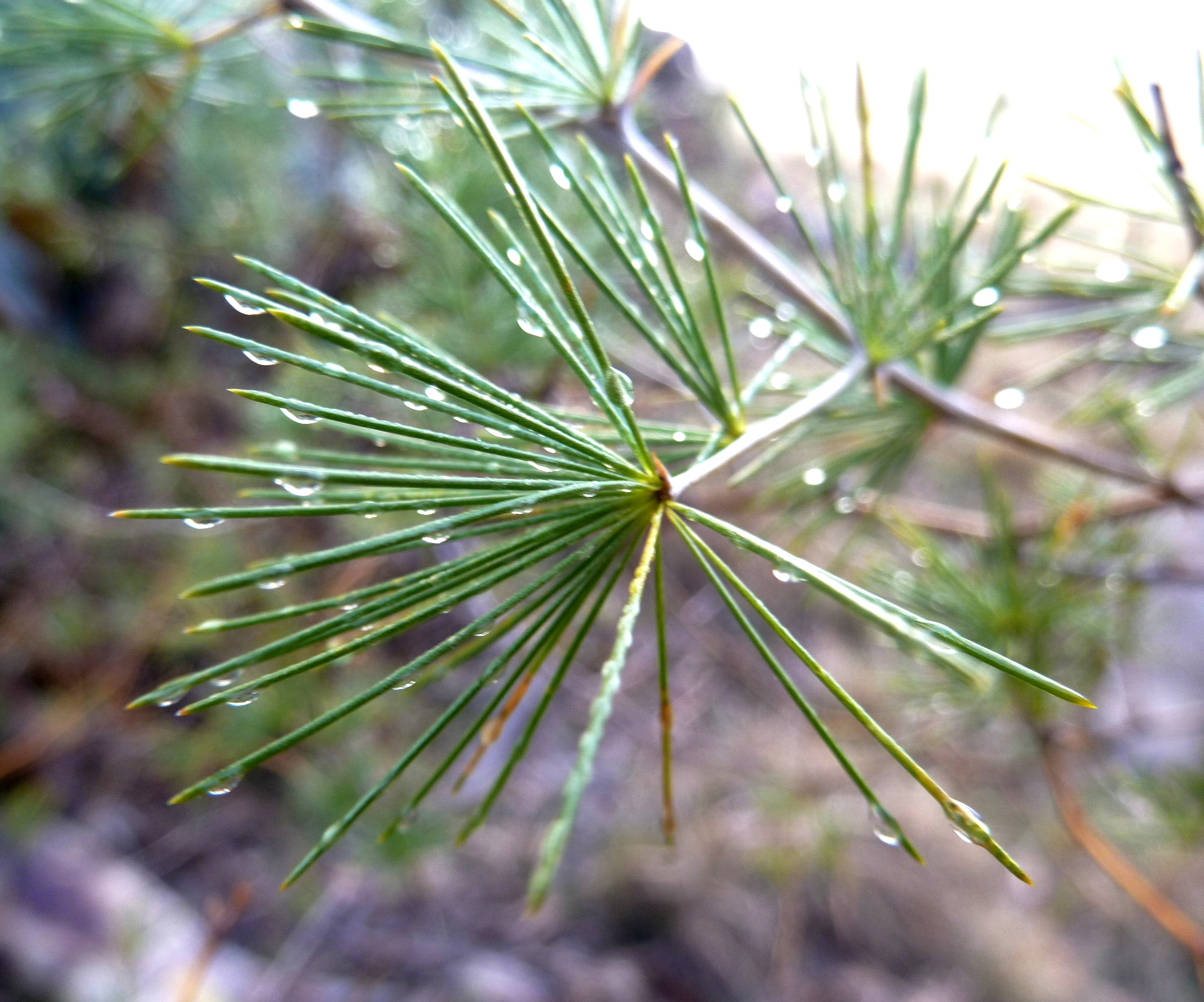
針状の仮葉 (A. laricinus)
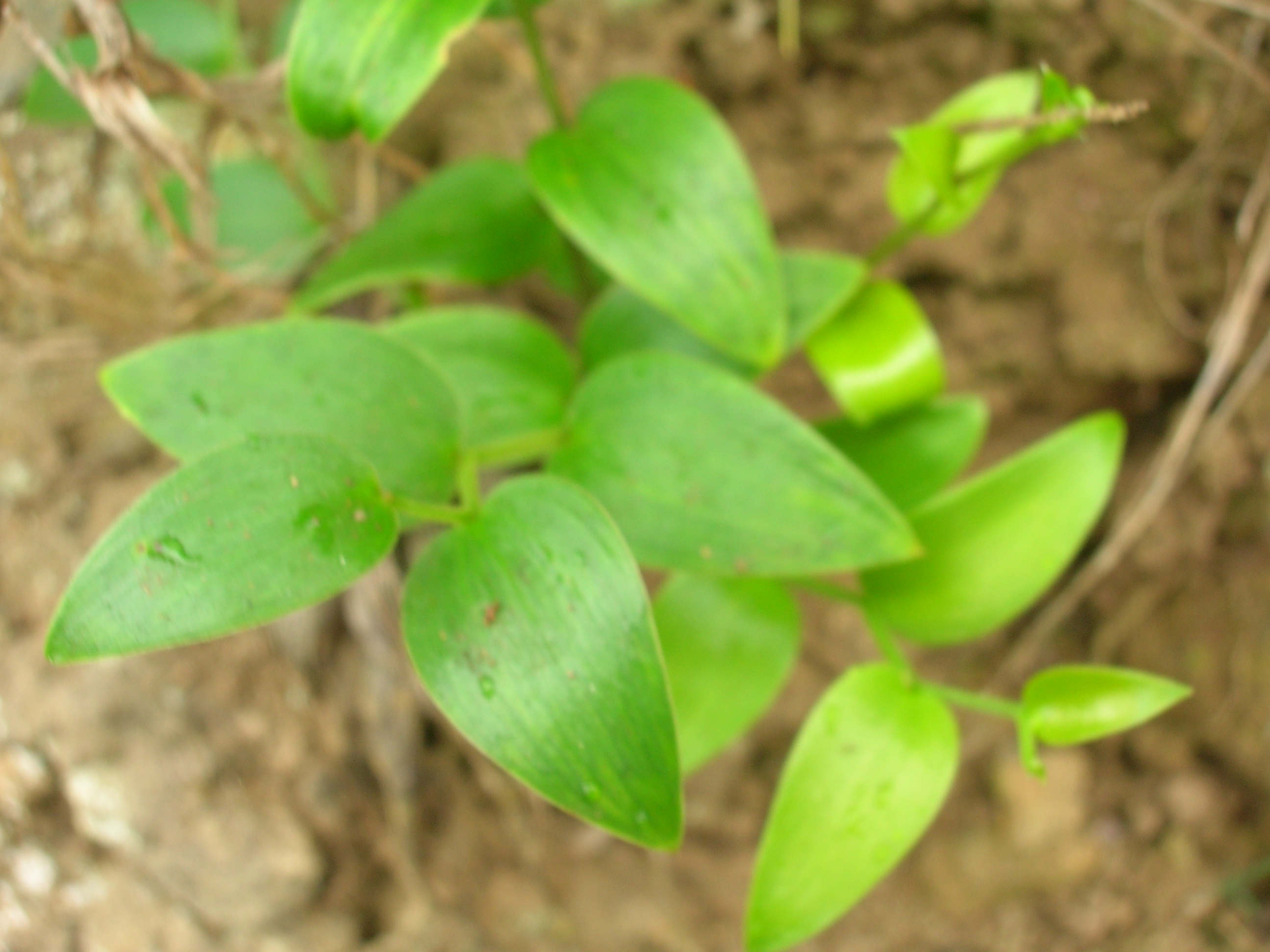
幅広い仮葉の例 (クサナギカズラ)
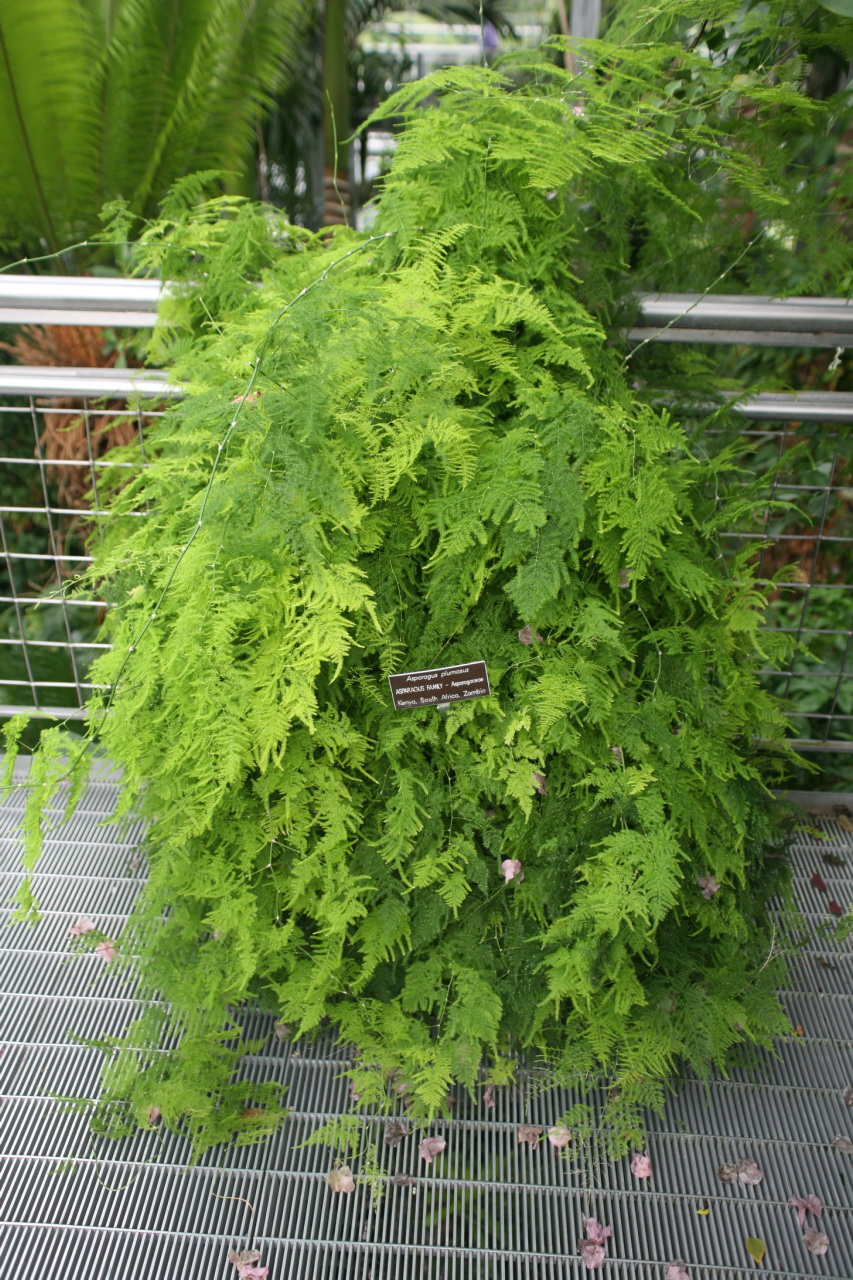
蔓状に伸びる例 (オオミドリボウキ)
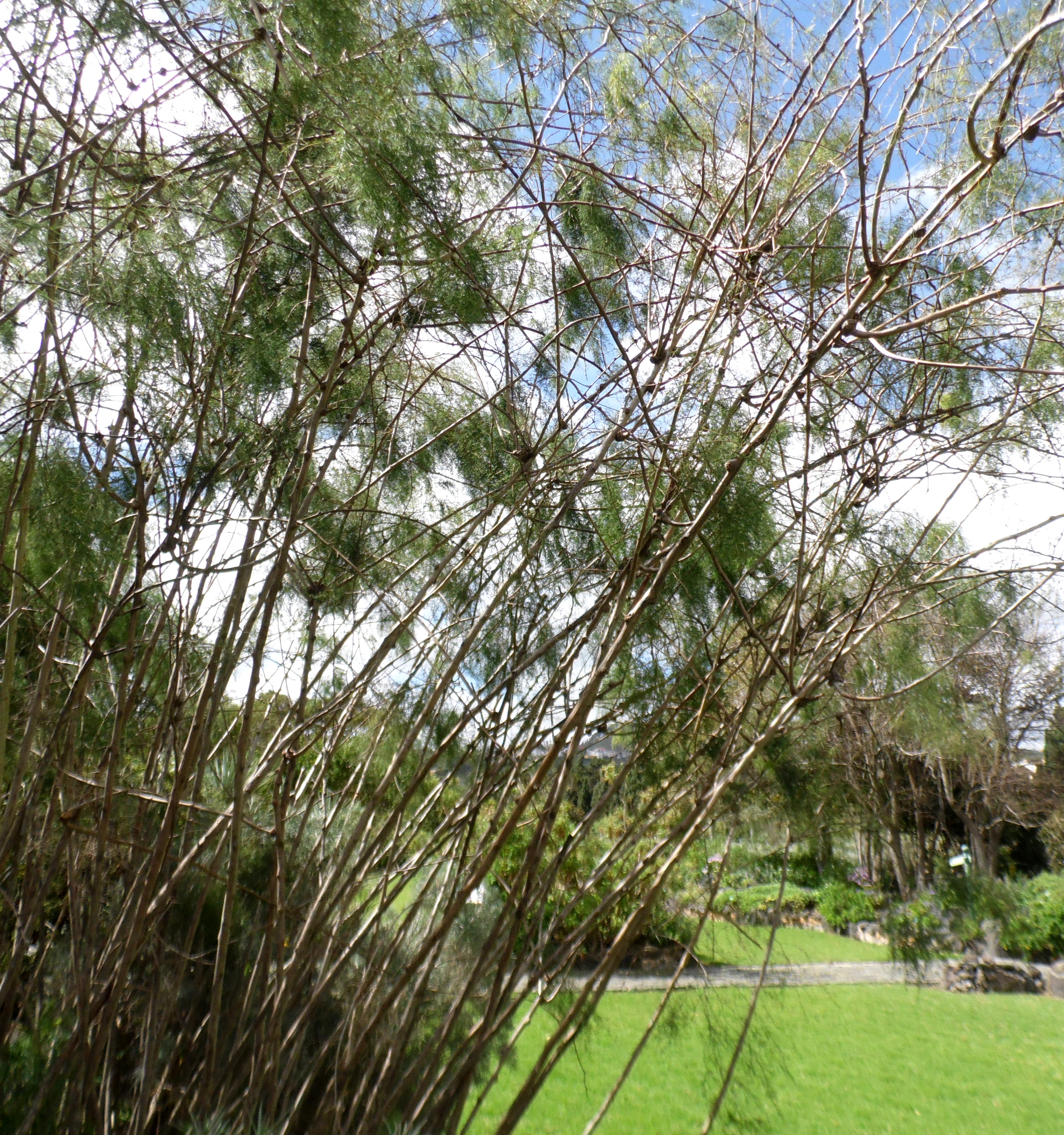
低木状になった例 (A. scoparius)

花は両性、または単性で雌雄異株のものもある。花柄には関節を持ち、花被片はそれぞれ独立しているか基部付近で少しだけ癒合する。雄蘂は6、子房上位で3室に分かれ、柱頭は3本。果実は球形で液果。

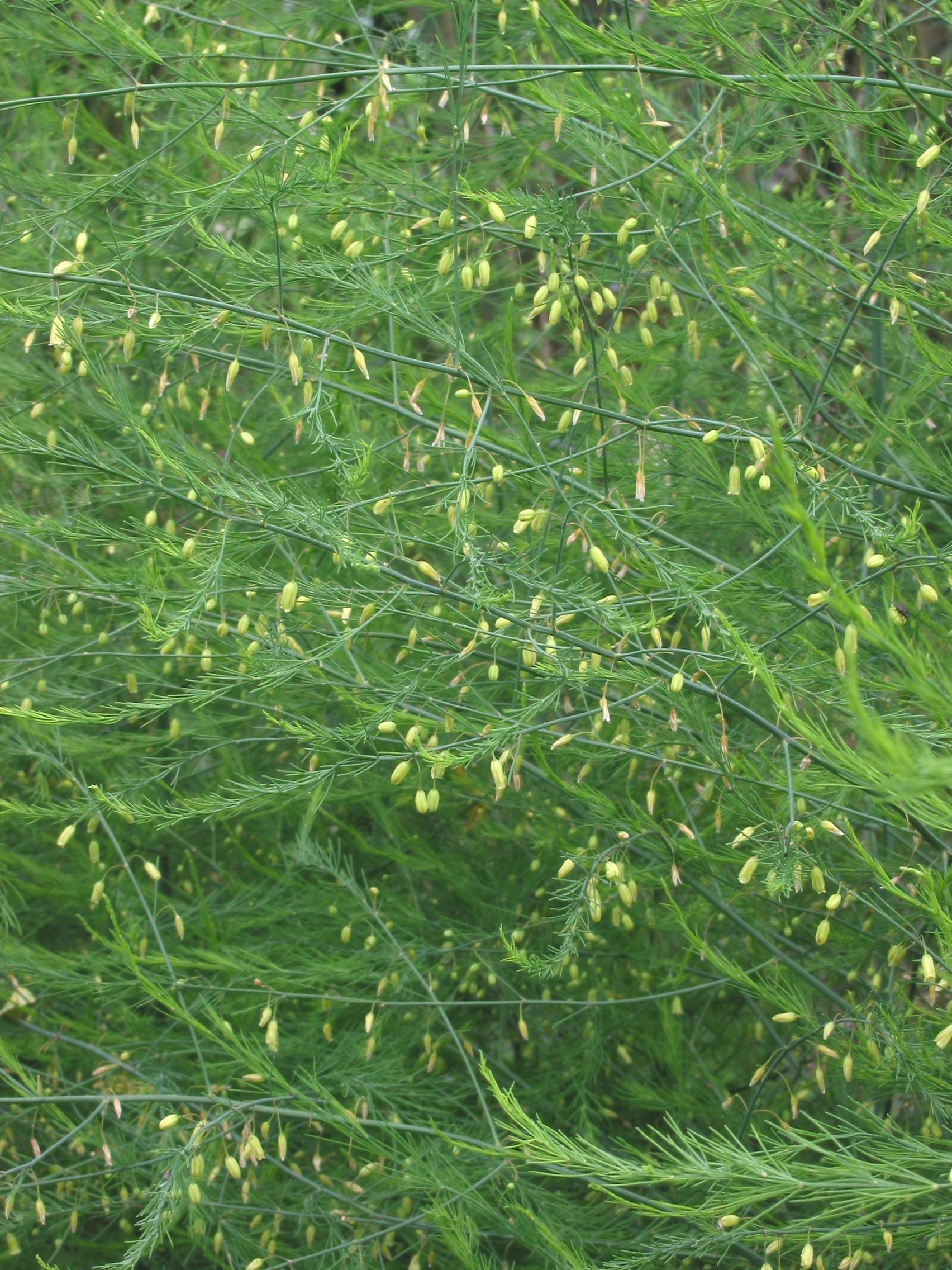
開花の様子 以下、いずれもオランダキジカクシ
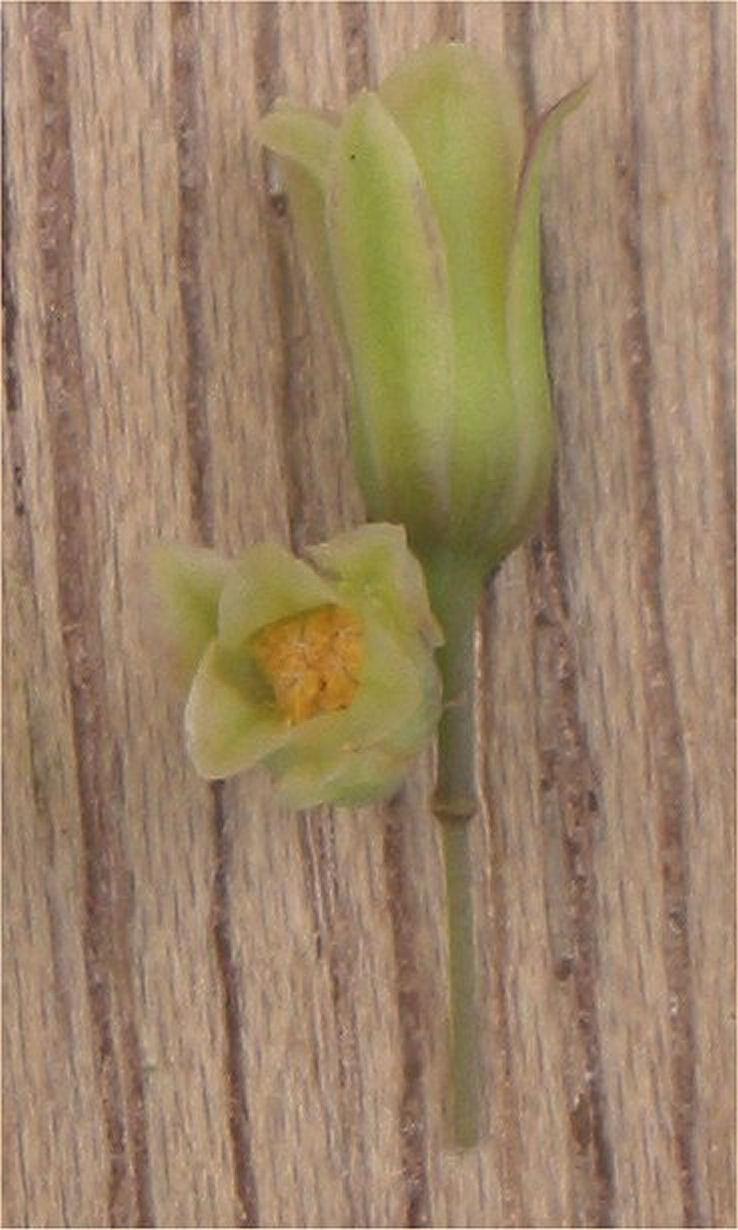
花柄に関節が見える
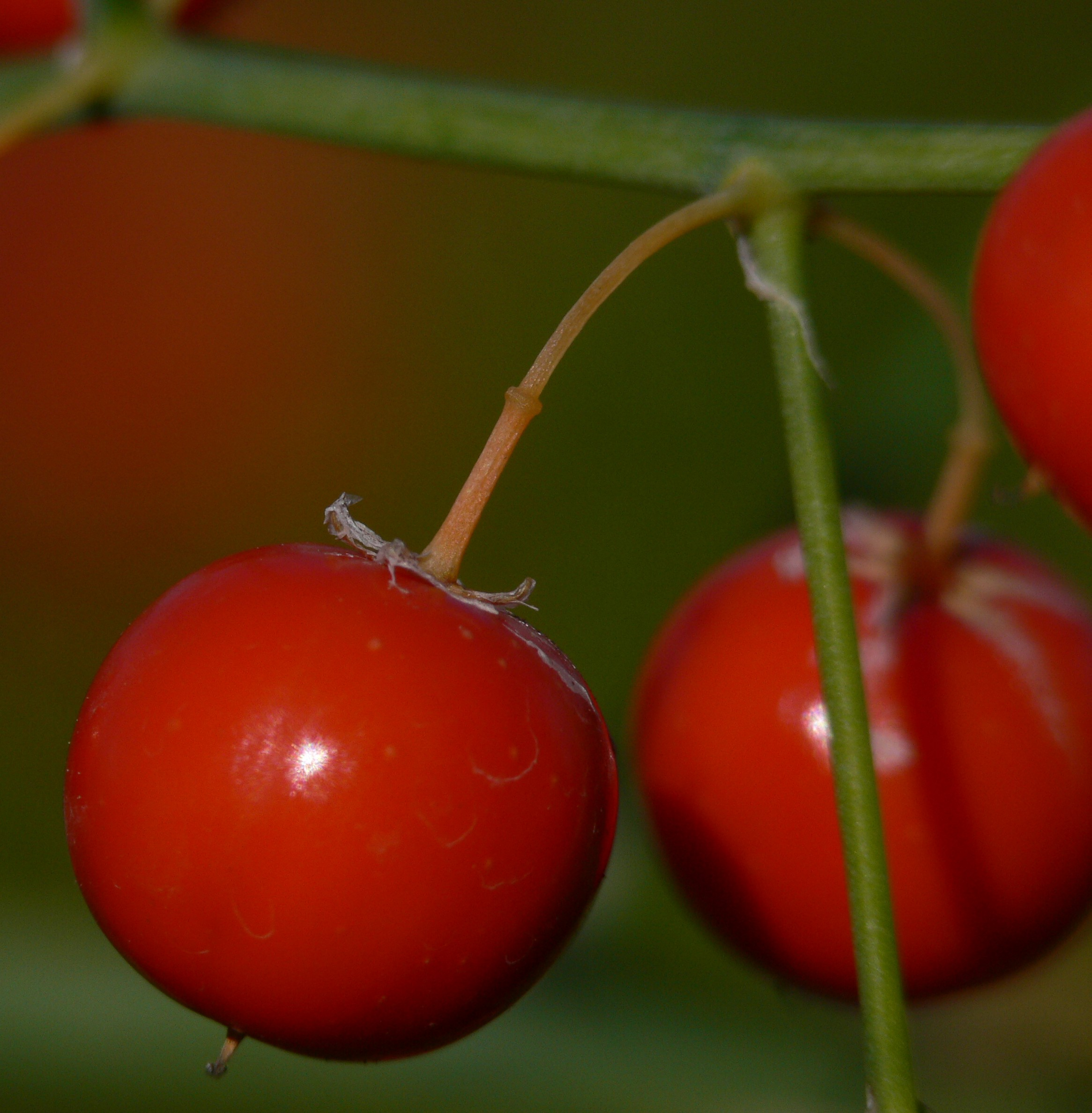
果実
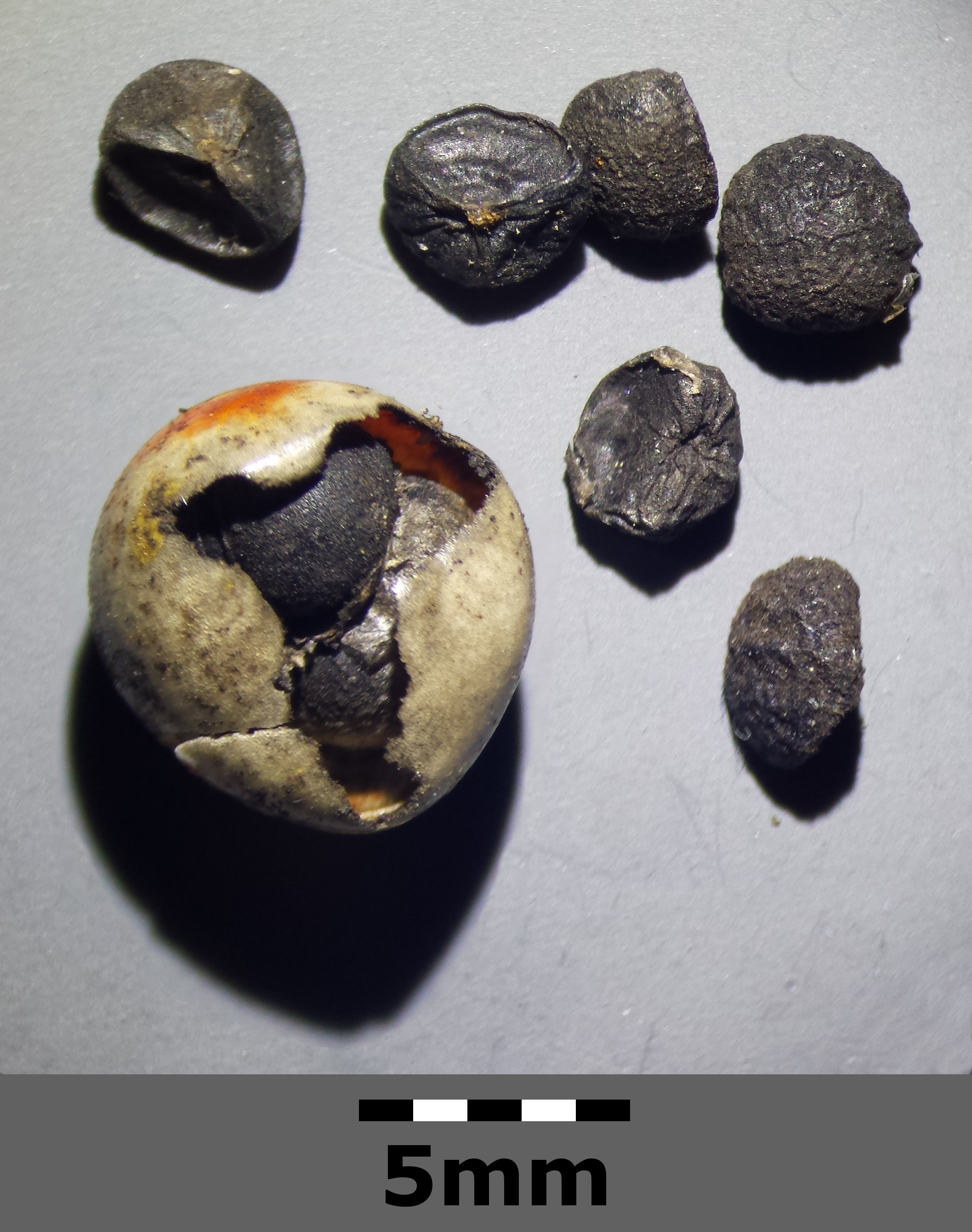
果実から種子が出る様子

## 分布など
ユーラシア大陸およびアフリカ大陸に広く分布し、特に熱帯から温帯の降雨の少ない地域に多い。食用のアスパラガスは地中海周辺部原産であるが、それ以外に観賞用に栽培されるのもが各種あり、それらの栽培種の多くは南アフリカ原産か、その変種である。

## 分類
かつてはユリ科クサスギカズラ亜科としたが、現在では上記のような形をとる。なお、葉が鱗片状に退化し、代わりに茎が仮葉を構成するものには、本属以外ではナギイカダなど、ナギイカダ属のものがあげられる。
本属には世界で約300種があり、日本に分布するのは以下の4種のみである。
- Asparagus　クサスギカズラ属
  - Asparagus schoberioides　キジカクシ
  - Asparagus cochinensis　クサスギカズラ
    - var. pygmaeus　タチテンモンドウ

  - Asparagus kiusianus　ハマタマボウキ
  - Asparagus oligoclonis　タマボウキ

日本以外に分布する種
- - Asparagus aethiopicus
  - Asparagus densiflorus Sprengeri

## 利害
実用的に利用される種が数多い。

### 食用
新芽を食用とするのがオランダキジカクシ A. officinalis である。これについてはアスパラガスの項を参照のこと。

### 薬用
薬効があるとされるものもある。日本産のクサスギカズラは漢名を天門冬と呼び、日本でもテンモンドウというが、これは生薬としての名でもある。効用としては口腔内や消化器内の炎症やただれを抑え、保護する効果があるほか、滋養止渇の効があるという。
チベットからオーストラリアにかけた亜高山帯に分布するシャタバリ A.racemososの根は、PMSなどの婦人病や整腸の薬としてアーユルヴェーダなどのハーブ医療で利用されている。

### 観賞用
その形の面白さから観賞用に栽培される種は多い。ただし、食用が紀元前200年まで溯れるのに対し、観賞用の栽培はさほど古くはない。もっとも広く栽培されているのはオオミドリボウキ A. plumosus の変種であるシノブボウキ var. nanus である。鉢物や切り花として使われる。他に垂れ下がって伸びるスギノハカズラ A. sprengeri ももっとも需要の多い種の一つにあげられる。
他によく栽培されるものとして直立して低木状になる A. macowanii 、蔓性のクサナギカズラ A. asparagoides 等があげられる。
日本のものではクサスギカズラの変種であるタチテンモンドウは花壇の縁取りなどの形で栽培される。これは古くから日本で栽培されてきたものである。